# Emet
Emet (Emat, Emiti, Ymette) je pleme Tonkawan Indijanaca koje je u kasnom 17. stoljeću i tijekom prve polovice 18. stoljeća živjelo na obalnim ravnicama sjeverno od zaljeva Matagorda i između rijeke Guadalupe i Colorado u Teksasu. Između 1740. i 1750. godine neki od Emeta odlaze na misiju San Antonio de Valero u San Antoniju. 